# Парфумер (рок-опера)
«Парфумер» (рос. Парфюмер) — рок-опера українського композитора Ігоря Демаріна, лібретто Юрія Рибчинського за романом Патріка Зюскінда «Парфуми». Музичний керівник і головний диригент — Сергій Жилін..
Прем'єра рок-опери відбулася 22 травня 2007 року в московському театрі «Нова опера».

## Сюжет
Події відбуваються на судовому процесі у Франції 18 століття, на якому осуджують вбивцю Жана-Батіста Гренуя. Він розповідає свою історію.
Мати віддала немовля в притулок, та працівниці відмовлялися годувати Жана-Батіста тому, що він не мав запаху.
Коли хлопець підростав, стало зрозуміло, що він має надзвичайний нюх. Завдяки цьому він потрапив до майстерні відомого паризького парфумера Бальдіні. Не знаючи тонкощів парфумерного діла, він на нюх міг скласти прекрасні парфуми.
Однієї ночі Жан-Батіст зустрів дівчину, яка дивовижно пахла. Та провівши із нею ніч, він зрозумів, що запах зник — вона почала смердіти, як і всі жінки. Тоді Гренуй вирішив для себе, що для того, щоб зберегти чудовий запах дівчини, її треба вбити.
У місті почали знаходити мертвими незайманих дівчат. Другий консул міста Грасса, Антуан Ріші переймався через життя своєї єдиної доньки Лаури. Він зрозумів, що кожна нова жертва є гарнішою за попередню і Гренуй рано чи пізно прийде за його красунею Лаурою.
Жан-Батіст хотів скласти ідеальні парфуми, які дозволили б йому правити всіма людьми на світі.

## Солісти
- Владислав П'явко
- Валерій Яременко
- Наталія Рожкова
- Юрій Шиврін
- Юлія Михальчик
- Наталія Фатеєва
- Дмитро Четвергов — гітара;
- вокальний гурт «A'cappella ExpreSSS»